# Le finte amazzoni
Le finte amazzoni è un'opera in due atti di Pietro Raimondi, su libretto di Luigi Romanelli. La prima rappresentazione ebbe luogo al Teatro alla Scala di Milano nella primavera del 1823.

## Trama
L'intreccio dell'opera è piuttosto bizzarro, a partire dal presupposto, che vede la doviziosa vedova Doristella, tradita da un suo giovane amante, ritirarsi in un castello con un gruppo di donne, in nome dell'odio contro gli uomini quali novelle amazzoni, assumendo anche nomi greci. Il duca Roberto, signore di una proprietà vicina, con il desiderio di ricondurre all'ordine queste donne, decide di dare a sé e al suo entourage il ruolo dei nemici delle finte amazzoni, chiamandole arbitrariamente persiane e assegnandole nomi e gradi a suo piacimento. Su questo sfondo, si susseguono diversi intrighi: fra Ernesto, maggiordomo del duca sotto nome di Farnace, che convince Rosina, alias Artemisia, del seguito di Doristella alias Talestri, a disertare la propria signora, alle disavventure del messo Calandrino, sfruttato un po' da tutti suo malgrado, al cuoco Fulgenzio, alias Tiridate, che si innamora perdutamente di Doristella, fino al ridicolo maestro di cappella Macario, che aspira, per interesse personale, alla mano della vedova. La vicenda si complica con l'arrivo in scena di Lauretta, abbandonata da Ernesto perché ritenuta infedele per colpa di Macario. L'intervento della fanciulla risulta però provvidenziale, dato che riesce a smascherare i vili disegni del maestro di cappella e a riconciliarsi con Ernesto, mentre Tiridate svela la propria passione a Talestri, la quale prima, colma d'odio verso gli uomini, decide di dare battaglia, ma viene sconfitta per via della diserzione di tutte le donne, istigate per riflesso da Artemisia, che decide di prendersi lo sciocco Calandrino come marito. Nel frattempo Macario fa intanto un ultimo tentativo di fuga, scoperto però da Farnace, che con l'aiuto di Tiridate si vendica con gusto per avergli compromesso la relazione con Lauretta e lo condanna scherzosamente a bere la cicuta. Alla luce della resa delle finte amazzoni, giunge infine in scena il duca Roberto, che annuncia l'amnistia fra i due sessi, mentre Fulgenzio e Doristella convoleranno a nozze, relegando al ruolo di cuoco del duca Macario. Infine, il duca invita tutti i personaggi a cena nel suo castello per celebrare la pace.

## Struttura musicale
- Sinfonia

### Atto I
- N. 1 - Introduzione Coi primi raggi (Coro, Pressaspe, Artemisia, Stenobea, Farnace, Calandrino)
- N. 2 - Cavatina con Coro Son dieci anni, ch'io maneggio (Tiridate)
- N. 3 - Duetto A lei, che ristretto (Tiridate, Farnace)
- N. 4 - Duetto Son maestro di cappella (Macario, Talestri)
- N. 5 - Terzetto Guarda, guarda lo scimmiotto (Artemisia, Stenobea, Calandrino)
- N. 6 - Duetto Senza strepito, e vergogna (Macario, Calandrino)
- N. 7 - Finale I Di Tiridate l'ambasciatore (Coro, Calandrino, Tiridate, Macario, Farnace, Talestri, Artemisia, Pressaspe)

### Atto II
- N. 8 - Introduzione seconda Ancor che fossimo (Coro, Artemisia, Stenobea)
- N. 9 - Cavatina Una donna che piange il suo sposo (Lauretta, [Macario])
- N. 10 - Aria con Coro Tu m'insultasti a torto (Macario, [Lauretta, Talestri, Artemisia, Stenobea])
- N. 11 - Duetto So che talora uccide (Tiridate, Talestri)
- N. 12 - Duettino Voi piangeste, amati rai (Farnace, Lauretta)
- N. 13 - Coro e Aria con Cori Un sesso ver l'altro muove - Diano le trombe il segno (Talestri, [Farnace, Presaspe, Artemisia, Stenobea, Calandrino, Tiridate])
- N. 14 - Terzetto Quanti casi in un solo giorno (Macario, Tiridate, Farnace)
- N. 15 - Concertato finale Risuonar mille brindisi, e mille (Talestri, Tiridate, Farnace, Lauretta, Macario, Calandrino, Artemisia, Stenobea, Presaspe, Duca, Coro)